# Joel Ibler Lillesø
Joel Ibler Lillesø (17 de noviembre de 2003) es un deportista de Dinamarca que compite en atletismo. Ganó una medalla de oro en el Campeonato Europeo de Atletismo Sub-20 de 2021, en la prueba de 5000 m.